# Poison Ivy: La società segreta
Poison Ivy: La società segreta (Poison Ivy: The Secret Society) è un film per la televisione di co-produzione canadese-statunitense del 2008, diretto da Jason Hreno.

## Trama
Daisy è una ragazza intelligente ma sfortunata, a cui la vita ha riservato tragedie quale la morte di entrambi i genitori. Dopo essersi lasciata con il suo ragazzo, decide di iscriversi ad un prestigioso college: appena arrivata, scopre che in quel posto una studentessa è appena morta in circostanze tragiche e misteriose.